# 太陽の黄金の林檎 (ジュディ・コリンズのアルバム)
| 専門評論家によるレビュー | 専門評論家によるレビュー |
| レビュー・スコア         | レビュー・スコア         |
| 出典                     | 評価                     |
| ------------------------ | ------------------------ |
| Allmusic                 | link                     |

『太陽の黄金の林檎』（Golden Apples of the Sun）は、1962年に発売されたアメリカ人フォークシンガー、ジュディ・コリンズのアルバム。
2001年、このアルバムはコリンズの1961年のファーストアルバム『悲しみの女』と共にCDとして再発売された。

## 収録曲

### サイド1
1. "Golden Apples of the Sun" (作詞：ウィリアム・バトラー・イェイツの詩「さまようイーンガスの歌」[1]から、作曲：トラヴィス・エドモンソン)
2. "Bonnie Ship the Diamond" (ジュディ・コリンズ、トラディショナル)
3. "Little Brown Dog" (トラディショナル)
4. "Twelve Gates to the City" (リヴェレンド・ゲイリー・デイヴィス)
5. "Christ Child Lullaby" (トラディショナル)
6. "Great Selchie of Shule Skerry" (トラディショナル)

### サイド2
1. "Tell Me Who I'll Marry" (トラディショナル)
2. "Fannerio" (トラディショナル)
3. "Crow on the Cradle" (シドニー・カーター)
4. "Lark in the Morning" (トラディショナル)
5. "Sing Hallelujah" (マイク・セトル)
6. "Shule Aroon" (トラディショナル)

## パーソネル
- ジュディ・コリンズ – ボーカル、ギター、ピアノ
- ウォルター・ライム – ギター、バンジョー
- ビル・リー – ベース